# Шакпак ата (Жамбылская область)

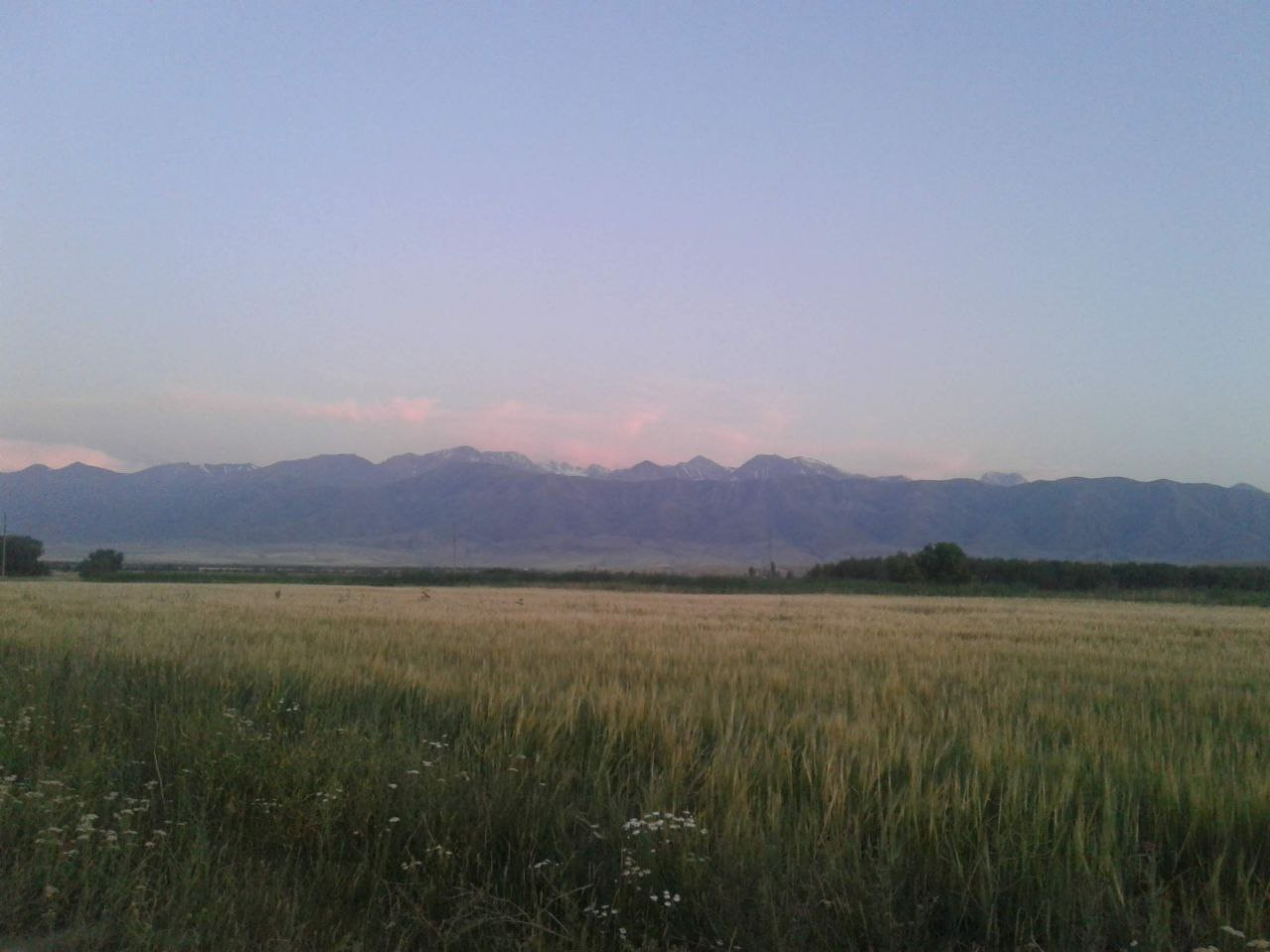

Шакпак ата (каз. Шақпақ ата, до 1992 г. — Кременёвка ) — аул в Жуалынском районе Жамбылской области Казахстана. Административный центр Шакпакского сельского округа. Находится примерно в 8 км к юго-западу от села им. Бауыржана Момышулы, административного центра района. Код КАТО — 314255100.

## Население
В 1999 году численность населения аула составляла 2403 человек (1228 мужчин и 1175 женщин). По данным переписи 2009 года, в ауле проживало 2332 человека (1198 мужчин и 1134 женщины).

## Этимология
В переводе это слово означает «старец-кремень». Один из старожилов поселка Шаир утверждает, что, согласно одному преданию, Шакпак-ата – это вовсе не имя основателя мечети, а прозвище, данное ему в битвах с врагами неспроста: от его оружия, как от кремния, в боях отлетали искры.В сохранившихся документах прошлого сказано, что «больше он был известен под именем Чахмаг-ата.